# Organització politicoadministrativa de Madrid

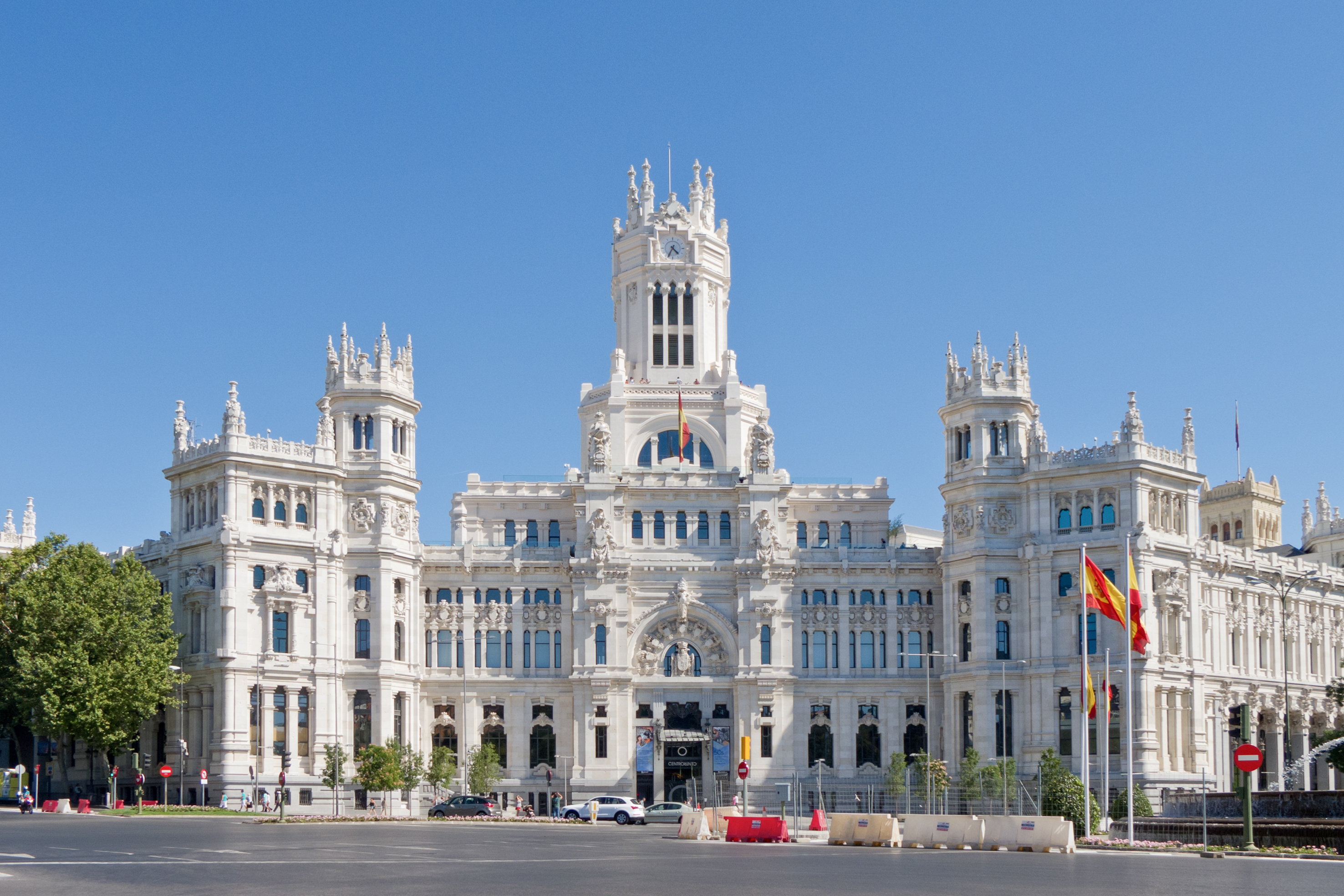
El Palacio de Comunicaciones, seu de l'Ajuntament de Madrid.

La ciutat de Madrid està governada per l'Ajuntament de Madrid, els representants del qual es trien cada quatre anys per sufragi universal de tots els ciutadans majors de 18 anys. L'òrgan està presidit i regit per l'Alcalde de Madrid. Madrid està dividit administrativament en vint-i-un districtes, que se subdivideixen en barris, no necessàriament coincidents amb els barris tradicionals. Cadascun dels districtes està administrat per una Junta Municipal de Districte, amb competències centrades en la canalització de la participació ciutadana d'aquests.

## Divisió administrativa
Madrid està dividit administrativament en vint-i-un districtes, que se subdivideixen en barris.
| Núm. | Districte           | Barris | Ubicació             |
| ---- | ------------------- | --- | -------------------- |
| 1    | Centro              | Palacio, Embajadores, Cortes, Justicia, Universidad, Sol.                                                 | Districtes de Madrid |
| 2    | Arganzuela          | Imperial, Las Acacias, La Chopera, Legazpi, Las Delicias, Palos de la Frontera, Atocha.                   | Districtes de Madrid |
| 3    | Retiro              | Pacífico, Adelfas, Estrella, Ibiza, Jerónimos, Niño Jesús.                                                | Districtes de Madrid |
| 4    | Salamanca           | Recoletos, Goya, Fuente del Berro, Guindalera, Lista, Castellana.                                         | Districtes de Madrid |
| 5    | Chamartín           | El Viso, Prosperidad, Ciudad Jardín, Hispanoamérica, Nueva España, Castilla.                              | Districtes de Madrid |
| 6    | Tetuán              | Bellas Vistas, Cuatro Caminos, Castillejos, Almenara, Valdeacederas, Berruguete.                          | Districtes de Madrid |
| 7    | Chamberí            | Gaztambide, Arapiles, Trafalgar, Almagro, Vallehermoso, Ríos Rosas.                                       | Districtes de Madrid |
| 8    | Fuencarral-El Pardo | El Pardo, Fuentelarreina, Peñagrande, El Pilar, La Paz, Valverde, Mirasierra, El Goloso.                  | Districtes de Madrid |
| 9    | Moncloa-Aravaca     | Casa de Campo, Argüelles, Ciudad Universitaria, Valdezarza, Valdemarín, El Plantío, Aravaca.              | Districtes de Madrid |
| 10   | Latina              | Los Cármenes, Puerta del Ángel, Lucero, Aluche, Las Águilas, Campamento, Cuatro Vientos.                  | Districtes de Madrid |
| 11   | Carabanchel         | Comillas, Opañel, San Isidro, Vista Alegre, Puerta Bonita, Buenavista, Abrantes.                          | Districtes de Madrid |
| 12   | Usera               | Orcasitas, Orcasur, San Fermín, Almendrales, Moscardó, Zofío, Pradolongo.                                 | Districtes de Madrid |
| 13   | Puente de Vallecas  | Entrevías, San Diego, Palomeras Bajas, Palomeras Sureste, Portazgo, Numancia.                             | Districtes de Madrid |
| 14   | Moratalaz           | Pavones, Madrid, Marroquina, Media Legua, Fontarrón, Vinateros.                                           | Districtes de Madrid |
| 15   | Ciudad Lineal       | Ventas, Pueblo Nuevo, Quintana, Concepción, San Pascual, San Juan Bautista, Colina, Atalaya, Costillares. | Districtes de Madrid |
| 16   | Hortaleza           | Palomas, Valdefuentes, Canillas, Pinar del Rey, Apóstol Santiago, Piovera.                                | Districtes de Madrid |
| 17   | Villaverde          | San Andrés, San Cristóbal, Butarque, Los Rosales, Los Ángeles.                                            | Districtes de Madrid |
| 18   | Villa de Vallecas   | Nucli històric de Vallecas, Santa Eugenia.                                                                | Districtes de Madrid |
| 19   | Vicálvaro           | Nucli històric de Vicálvaro, Ambroz.                                                                      | Districtes de Madrid |
| 20   | San Blas-Canillejas | Simancas, Hellín, Amposta, Arcos, Rosas, Rejas, Canillejas, Salvador.                                     | Districtes de Madrid |
| 21   | Barajas             | Alameda de Osuna, Aeropuerto, nucli històric de Barajas, Timón, Corralejos.                               | Districtes de Madrid |

### Història de l'organització administrativa de Madrid
En el segle XX s'ha modernitzat i descentralitzat l'Administració territorial municipal. Si el segle s'inicia amb la divisió de 1902 que estén la fragmentació en districtes i barris a tot el terme municipal, acaba, a l'efecte d'Administració territorial, amb la de 1988, que suposa la consagració del districte com a peça bàsica de la descentralització.
La divisió proposada en 1898 pel comte de Romanones i aprovada en 1902 representa, enfront de l'anterior de 1863, la novetat d'estendre's a tot el municipi i de buscar l'homogeneïtat demogràfica dels deu districtes establerts (Centro, Hospicio, Chamberí, Buenavista, Congreso, Hospital, Inclusa, Latina, Palacio, i Universitat). En aprovar el Reglament de 25 d'octubre de 1897, l'alcalde ja havia advertit que les alcaldies de barri no havien de ser considerades com un càrrec de luxe, ja fora en sistema de patriarcat o de representació política, sinó que exigien molt treball rigorós i comportaven greu responsabilitat. La divisió de 1898-1902 suposa un pas més en aquesta assumpció de responsabilitats.
Des del punt de vista territorial, es consolida el traçat radial, inherent en les primeres divisions que corresponien a les àrees de les parròquies recolzades en els principals camins de sortida del recinte: ara la ciutat es distribueix radialment (radialitat de Madrid composta per sextants naturals formats pels seus camins-llindars) al voltant d'un nucli central. El llibre Madrid, fronteras y territorio, de Martín, Gaviera i Ruiz Valera, que va publicar l'Ajuntament de Madrid en 1992, dona exacte compte de les delimitacions, superposant de forma molt esclaridora les successives divisions.
De 1955 és la següent divisió, que es limita, malgrat tots els canvis esdevinguts, a ampliar el traçat de 1902, estenent els districtes fins als límits dels termes municipals annexionats. És, doncs, una solució conservadora que imposa com a única lògica territorial la de Madrid, perdent personalitat els municipis incorporats. Els districtes centrals romanien inalterats. Els antics termes municipals quedaven transformats en districtes, mitjançant la reunió de dos o més d'ells o, al revés, la segregació de parts per incorporar-se a altres diferents.
En opinió dels experts aquest conservadorisme, que no reconeix ni l'increment poblacional, ni la complexitat social i econòmica, ni les noves línies mestres sobre el territori creades per les infraestructures ferroviàries, augmenta la disfuncionalitat de la divisió i fa que alguns districtes, com Vallecas o Fuencarral, tinguin en el seu interior veritables barreres ferroviàries. La xarxa viària, per tant, segueix sent la trama directora de la divisió administrativa. Tot això fa de la divisió de 1955 la més criticada.
Els districtes resultants són dotze, suprimits tres i creats cinc nous: Centro, Latina, Universidad, Chamberí, Tetuán, Chamartín, Ventas, Buenavista, Retiro-Mediodía, Arganzuela-Villaverde, Carabanchel i Vallecas.
Que es tractava de la perpetuació d'un model obsolet ho prova que només quinze anys després es procedís a una nova divisió. Els canvis havien estat molts i feien imprescindibles noves demarcacions més concordes amb les noves realitats territorials i socioeconòmiques. Es convertien així en districtes barris de forta densitat de població i suficient homogeneïtat, encara que no fossin molt grans (com San Blas o Moratalaz) mentre que es mantenia un districte de Fuencarral de gran superfície (inclou El Pardo, El Goloso, etc.) però de baixa densitat de població. De manera que en 1970 es van imposar criteris de coherència tècnica i territorial sense prescindir de la història.
Aquesta vegada la demarcació es recolzava en la recentment definida xarxa arterial, seguint el criteri habitual de no tenir en compte més que la xarxa viària i les altres infraestructures. Es reconfiguren els districtes de l'anomenada «ametlla» central, que s'amplien fins a set, mantenint els límits històrics: Centro, Arganzuela, Retiro, Salamanca, Chamartín, Tetuán i Chamberí. Els altres onze que completen els divuit establerts són: Fuencarral-El Pardo, Moncloa-Aravaca, Latina, Carabanchel, Villaverde, Mediodía, Vallecas, Moratalaz, Ciudad Lineal, San Blas i Hortaleza. Cal tenir en compte que en aquest moment funcionava l'àrea metropolitana de Madrid, integrada per vint-i-dos municipis.
L'última divisió és de 1988. Acabada la transició política i escollits els primers ajuntaments democràtics en 1979, aprovat el Pla General d'Ordenació Urbana de 1983, la voluntat de combatre la segregació social i funcional i de fer més eficient l'Administració municipal porta a la nova divisió acordada el 27 de març de 1987 i que va entrar en vigor l'1 de juliol de 1988. Es tractava de descentralitzar la gestió municipal, de reconèixer en termes administratius fets territorials diferenciats i d'optimitzar els serveis municipals. Això va conduir a augmentar els districtes a vint-i-u, mentre es mantenia el nombre de barris en cent vint-i-vuit. La nova divisió completa el sistema de corones entorn de la central: se separen Usera de Villaverde i el Puente de Vallecas de la Vila. Quant als límits de districtes i barris, es fa un esforç per atenuar l'efecte barrera de les vies fèrries, encara que no se segueix del tot. El ferrocarril segueix, no obstant això, sense vertebrar el territori: només la prioritat concedida en els últims anys del segle a la xarxa ferroviària de rodalia i la construcció del Metrosur estan aconseguint reduir els efectes frontera que al llarg de tot el segle han suposat les infraestructures.

## Política

### Òrgans de govern
| Alcaldes de Madrid des de la restauració de la democràcia |        |        |
| Nom                                                       | Mandat | Mandat |
| Enrique Tierno Galván (PSOE)                              | 1979   | 1986   |
| Juan Barranco (PSOE)                                      | 1986   | 1989   |
| Agustín Rodríguez Sahagún (CDS)                           | 1989   | 1991   |
| José María Álvarez del Manzano (PP)                       | 1991   | 2003   |
| Alberto Ruiz-Gallardón (PP)                               | 2003   | 2011   |
| Ana Botella Serrano (PP)                                  | 2011   | 2015   |
| Manuela Carmena (Ahora Madrid)                            | 2015   |        |

#### Junta de Govern de la Ciutat
La Junta de Govern de Madrid s'encarrega d'administrar els impostos municipals, per pagar els serveis públics i la construcció d'infraestructures. Està presidida per l'Alcalde de Madrid.

#### Juntes Municipals de Districte
La ciutat de Madrid està dividida en 21 districtes, que estan governats per les seves corresponents Juntes Municipals. Aquests òrgans s'encarreguen del govern d'una manera molt més local, ja que en una ciutat com Madrid seria gairebé impossible administrar tanta població de manera completament centralitzada. Cal tenir en compte que un només d'aquests districtes pot tenir més població que moltes capitals de província.

### Eleccions

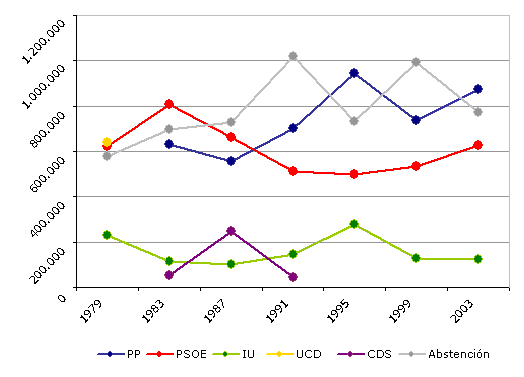
Vots corresponents als partits que han aconseguit representació política a l'Ajuntament de Madrid.

El cens electoral de la ciutat de Madrid està compost per totes les persones de nacionalitat espanyola, empadronades a la ciutat i majors de 18 anys.
| Data         |         |         |         |           |         |         |         |         |         |         |
| Vots         | 1979    | 1983    | 1987    | 1991      | 1995    | 1999    | 2003    | 2007    | 2011    | 2015    |
| Ahora Madrid | –       | -       | -       | -         | -       | -       | -       | -       | -       | 519.210 |
| PP           | –       | 631.183 | 553.817 | 701.759   | 945.419 | 734.921 | 874.264 | 875.571 | 756.952 | 563.292 |
| PSOE         | 622.971 | 808.350 | 663.837 | 510.114   | 496.773 | 534.700 | 625.148 | 486.826 | 364.600 | 249.152 |
| PCE/IU       | 231.268 | 113.112 | 100.324 | 144.457   | 279.015 | 128.731 | 123.015 | 136.881 | 163.706 | 27.869  |
| UCD          | 639.925 | –       | –       | –         | –       | –       | –       | –       | -       | -       |
| CDS          | –       | 50.824  | 245.693 | 43.078    | –       | –       | –       | –       | -       | -       |
| UPyD         | –       | -       | -       | -         | –       | –       | –       | –       | 119.601 | 29.823  |
| Abstenció    | 578.452 | 695.731 | 727.482 | 1.019.479 | 730.768 | 994.206 | 772.215 | 820.605 | 756.747 | 743.206 |

L'assignació d'escons en Espanya i, per tant, a Madrid, es realitza mitjançant la regla D'Hondt, de manera que aquest repartiment no correspon de manera totalment proporcional als vots emesos.

#### 2003

Regidors de l'Ajuntament de Madrid després de les eleccions municipals del 2003.

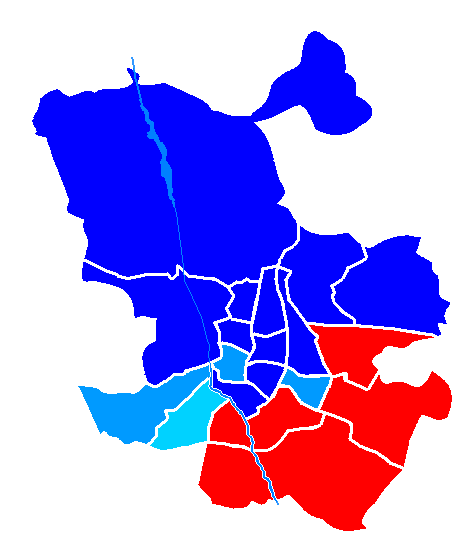
Mapa per districtes de las eleccions municipals del 2003.:
Majoria del PP amb més del 50%.
Majoria del PP amb menys del 50% però superior a la suma PSOE-IU.
Majoria del PP però inferior a la suma PSOE-IU.
Majoria simple del PSOE.

A les eleccions municipals de 2003 es van presentar a la ciutat 19 partits polítics, dels quals només tres van aconseguir representació parlamentària: El Partit Popular amb 874.264 vots, el Partit Socialista de Madrid-PSOE amb 625.148 i Izquierda Unida amb 123.015.
La resta de partits, per ordre de vots rebuts van ser Els Verds amb 26.448 vots, Los Verdes de la Comunidad de Madrid amb 9.944, Izquierda Republicana amb 3.553, Partido Familia y Vida amb 3.094, FE/La Falange amb 2.174, Centre Democràtic i Social amb 2.136, Falange Española Independiente amb 1.113, Partit Humanista amb 1.022, Partit Regional Independent Madrileny amb 903, Tierra Comunera amb 820, Otra Democracia es Posible amb 810, Partido Demócrata Español amb 801, Falange Auténtica amb 635, Immigrants amb Drets d'Igualtat i Obligacions amb 479 i Federació Republicana amb 478 vots.

#### 2007

##### Candidatures
Alberto Ruiz-Gallardón, del Partit Popular, fou elegit com a alcalde de Madrid a les anteriors eleccions de 2003. La seva reelecció com a candidat no fou cap sorpresa (es donava per suposada), i va tenir lloc el 14 de gener de 2007 en un acte realitzat pel seu partit en un saló d'Ifema, que si bé va tenir un gran aforament, no tingué tanta repercussió a escala nacional.
Tanmateix, l'elecció del candidat del PSOE a l'alcaldia de la capital fou més accidentada i donà força més joc en els mitjans de comunicació. Des d'un començament es va pensar que la candidata de les últimes eleccions, Trinidad Jiménez, seria qui tornaria a repetir la candidatura. Però aquesta idea fou desestimada quan el 6 de setembre de 2006 fou nomenada pel president del govern per a ocupar la Secretaria d'Estat per a Iberoamèrica. A partir d'aquest moment es van postular força possibles candidats socialistes als cercles d'opinió: l'ex Secretari General de l'OTAN, Javier Solana; l'ex President del Govern, Felipe González; el regidor Pedro Zerolo; el portaveu del PSOE al Congrés, Diego López Garrido; el rector de la Universitat Carles III, Gregorio Peces-Barba; etc.
Els rumors van cessar temporalment quan el 10 d'octubre de 2006 el PSOE va realitzar una proposta oficial a l'ex ministre de Defensa, José Bono, perquè acceptés el càrrec. No obstant això, Bono, que va semblar disposat a acceptar-ho en un primer moment, va acabar rebutjant la proposta l'endemà. Des d'aquest moment, el nom que va començar a prendre força va ser el de María Teresa Fernández de la Vega, no sense l'oposició d'alguns col·lectius que la preferien en el seu càrrec de Vicepresidenta del Govern. Finalment, la incògnita es va decidir el 25 d'octubre 2006: Miguel Sebastián, fins a aquest moment director de l'Oficina Econòmica del president del Govern, i pràcticament desconegut per la ciutadania, fou el candidat designat pel president del govern, José Luis Rodríguez Zapatero, per a l'alcaldia de la capital.
El mateix dia en què es va conèixer qui anava a ser el seu principal adversari polític, Ruiz-Gallardón va assegurar que «és Zapatero qui, a través de Sebastián, ha decidit lliurar la batalla política per l'alcaldia de Madrid i serà ell qui assumeixi les conseqüències», una idea que va mantenir durant els mesos posteriors. Davant aquesta afirmació, Zapatero va respondre el gener de 2007, preguntat per la premsa, que «perquè existeixi la confrontació fa mancada ser candidat a la Presidència del Govern», i que «no sé què estarà pensant ell», […] «jo el que puc assegurar és que no em presento a l'alcaldia de Madrid».
El candidat a l'alcaldia de Madrid per Izquierda Unida, el tercer partit amb representació a l'Ajuntament, és Ángel Pérez. La Presidència Regional de IU-Comunitat de Madrid li proposà el 31 de maig de 2006,
Malgrat els seus anys d'experiència, una enquesta en el diari La Razón assegurava el gener de 2007 que Angel Pérez és un polític desconegut per set de cada deu madrilenys. La candidatura de Pérez va ser recorreguda a la Comissió de Garanties d'IU pel sector comandat per Virginia Díaz i Inés Sabanés. La comissió de garanties va anul·lar l'elecció de Pérez com a candidat, al que aquest va contestar afirmant que la Comissió mancava de competències per apartar-lo de la candidatura. Finalment, els dos sectors enfrontats arribaren a un acord, deixant la candidatura a la comunitat a Sabanés i la candidatura a l'alcaldia a Pérez.

Mapa per districtes de les eleccions municipals del 2007.:
Majoria del PP amb més del 50%.
Majoria del PP amb menys del 50% però superior a la suma PSOE-IU.
Majoria del PP però inferior a la suma PSOE-IU.
Majoria simple del PSOE.

##### Resultats
1.584.850 madrilenys van participar en les eleccions, la qual cosa va suposar un 65,89% del total, tres punts inferior a la de l'any anterior. D'aquests vots 8.371 van ser nuls i 32.066 blancs. Això va suposar que els vots en blanc van ser la quarta opció predominant, darrere dels tres partits que van obtenir representació.
Per nombre de vots, els principals partits van ser el Partit Popular, amb 34 regidors i 875.571 vots (55,54%), el Partit Socialista de Madrid-PSOE, amb 486.826 vots (30,88%) i 18 regidors i Esquerra Unida de la Comunitat de Madrid amb 136.881 vots (8,68%) i 5 regidors. Molt per darrere, els següents partits per nombre de vots van ser Los Verdes de Madrid amb 14.011 vots (0,89%), Alternativa Española amb 6.140 vots, Partido Animalista Contra el Maltrato Animal amb 3.166 vots, PUM-J (Por un Mundo Más Justo) amb 2.501, Centre Democràtic Liberal amb 2.194 vots. Altres vuit partits polítics van obtenir un rang de vots d'entre 1.000 i 2.000:FE-JONS, PM, CDS, DN, PFyV, PCPE, LF e IR. Nou partits més obtingueren menys de 1.000 vots: PH, TC, ID, FA, TCAP, UCL, INDIO, UL i PAIE.
Amb aquests resultats, Alberto Ruiz-Gallardón es va mantenir en l'alcaldia sense necessitat de pactes, en aconseguir la majoria absoluta.
Amb relació a l'any anterior el PP va obtenir una mica més de 1.300 vots més. El PSM va perdre una mica més de 138.300 vots, i IU-M va aconseguir gairebé 114.000 vots més. Van acudir a les urnes gairebé 50.000 persones menys que en 2003.

#### 2011

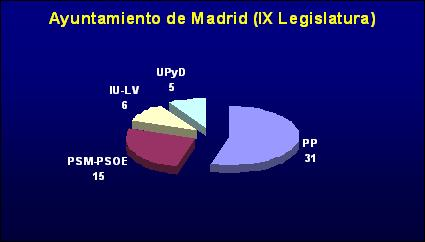
Regidors de l'Ajuntament de Madrid després de les eleccions municipals del 2011.

##### Candidatures
Alberto Ruiz-Gallardón tornà a repetir com a candidat del PP. El 22 de maig de 2011 el PSOE presentà al Secretari d'Estat per a l'Esport Jaime Lissavetzky com a candidat. Per IU Ángel Pérez tornà a repetir com a candidat. Mentrestant a UPyD es convocaren primàries per a elegir candidat; es presentaren quatre candidats i fou elegit pels afiliats madrilenys David Ortega amb el 64% de los vots.

##### Resultats
1.551.613 madrilenys van participar en les eleccions, la qual cosa va suposar un 67,22% del total, un punt superior a les anteriors eleccions municipals. D'aquests vots 28.239 van ser nuls i 43.292 blancs. Això va suposar que els vots en blanc van ser la cinquena opció predominant, darrere dels quatre partits que van obtenir representació.
Per nombre de vots, els principals partits van ser el Partit Popular, amb 31 regidors i 756.952 vots (49,69%), el Partit Socialista de Madrid-PSOE, amb 364.600 vots (23,93%) i 15 regidors, Esquerra Unida de Madrid amb 163.706 vots (10,75%) i 6 regidors i Unión Progreso y Democracia amb 5 regidors i 119.601 vots (7,85%). Molt per darrere, els següents partits per nombre de vots van ser ECOLO amb 13.425 vots (0,88%), CenB amb 10.795 vots, PACMA amb 7.071 vots, PUM+J amb 6.456. Altres onze partits polítics van obtenir un rang de vots d'entre 5.000 i 1.000: AES, PIRATA, REG, PARFE, C's, FE, PFyV, PCPE, PH, Falange Española de las JONS, PDMA. Sis partits més van obtenir menys de 1.000 vots: ULEG, POSI, FA, CYD, PCAS, UCE.
Amb relació a les eleccions anteriors el PP va obtenir gairebé 121.000 vots menys. El PSM va perdre una mica més de 123.000 vots, IU-LV va aconseguir gairebé 27.000 vots més i UPyD que es presentava per primera vegada a unes eleccions municipals va aconseguir representació, de manera que els grups polítics a l'ajuntament són quatre per primera vegada en vint anys. Van acudir a les urnes gairebé 33.000 persones més que en 2007.